# Shigeru Morita (homme politique)
Pour les articles homonymes, voir Morita et Shigeru Morita.
Shigeru Morita (森田 茂, Morita Shigeru), né le 19 septembre 1872 à Saoka (ja), dans la préfecture de Kōchi, est un avocat et homme politique japonais, membre de la Chambre des représentants de 1915 à 1932 pour la circonscription de Kyoto, puis de la première circonscription de la préfecture de Kyoto, et son président de 1927 à 1928. Il est également actif dans la politique municipale de Kyoto, étant membre de son conseil municipal (ja) et son président en 1925, puis de 1929 à 1931, date à laquelle il prend fonction en tant que 11e maire de Kyoto. Il meurt en fonction le 30 novembre 1932. Il était aussi membre de la Chambre d'assemblée (ja) préfectorale de Kōchi avant de s'établir à Kyoto.

## Biographie
Shigeru Morita naît le 17e jour du 8e mois de la 5e année de l'ère Meiji (1872) dans la section de village (ja) de Sano (佐野), dans le village de Saoka (ja) du district de Kami (ja) de la préfecture de Kōchi,. En 1890, il intègre l'École de Droit Meiji (ja), mais n'y complète pas ses études, ayant réussi à passer l'examen d'admission au barreau durant ses études en 1893,. En 1899, il est élu à la Chambre d'assemblée de la préfecture de Kōchi.
En 1901, il s'installe à Kyoto après avoir été nommé procureur adjoint au tribunal de district de Kyoto (ja) (京都地方裁判所), mais prend sa retraite l'année suivante pour ouvrir un cabinet d'avocats,. Il est élu pour la première fois au conseil municipal de Kyoto en 1911. Ancien membre du Rikken Seiyūkai, il le quitte en 1914 et fonde le Parti de la société impartiale (en) (Chūseikai) avec Yukio Ozaki. Sous la bannière du Chūseikai, il se fait élire à la Chambre des représentants dans la circonscription de Kyoto aux élections législatives de 1915 (ja). Il est réélu cinq fois. Son parti est fusionné au Rikken Dōshikai et à d'autres partis pour former le Parti constitutionnel en 1916, à son tour fusionné avec d'autres partis en 1927 pour créer le Parti démocratique constitutionnel. Le 2 mars 1925, il devient président du conseil municipal de Kyoto, terminant le mandat de Kiyoshi Kawakami le 20 mai de la même année. Le 26 mars 1927, il est nommé Président de la Chambre des représentants, mais quitte son mandat le 21 janvier 1928,,. Il est réélu président du conseil municipal de Kyoto le 6 juin 1929, suivant Tominosuke Asayama, qui redeviendra président du conseil après l'élection de Morita au poste de maire.
Shigeru Morita est élu maire de Kyoto le 21 décembre 1931. En tant que maire, il s'attaque au problème de l'unification des services publics d'électricité. Il meurt cependant d'une maladie le 30 novembre 1932, moins d'un an après être devenu maire, à l'âge de 60 ans,,. Des funérailles municipales ont lieu au centre municipal d'Okazaki (ja) à Kyoto le 6 décembre de la même année. Sa dépouille est inhumée au temple bouddhiste Chōmyō-ji (ja) (頂妙寺) de l'arrondissement de Sakyō et une partie a été rapatriée pour être enterrée dans son village natal de Saoka.

## Résultats électoraux
| Suffrages exprimés | Suffrages exprimés                        | Suffrages exprimés                 | 104 376   |             |  |  |
|                    |                                           |                                    |           |             |  |  |
|                    | Candidat                                  | Parti                              | Suffrages | Pourcentage |  |  |
|                    | Kōnosuke Yasuda (élu)                     | Parti démocratique constitutionnel | 23 529    | 22,54 %     |  |  |
|                    | Kinzaburō Nishimura (ja) (élu)            | Parti démocratique constitutionnel | 17 200    | 16,48 %     |  |  |
|                    | Yonetarō Washino (ja) (élu)               | Kokumin Doshikai (en)              | 10 433    | 10 %        |  |  |
|                    | Kichinosuke Suzuki (ja) (sortant) (réélu) | Rikken Seiyūkai                    | 9 484     | 9,09 %      |  |  |
|                    | Shigeru Morita (sortant) (réélu)          | Parti démocratique constitutionnel | 8 768     | 8,4 %       |  |  |
|                    | Naoharu Kataoka (en) (sortant)            | Parti démocratique constitutionnel | 8 638     | 8,28 %      |  |  |
|                    | Hajime Kawakami                           | Parti des ouvriers et des paysans  | 7 255     | 6,95 %      |  |  |
|                    | Sekijirō Fukuda (ja)                      | Indépendant                        | 6 713     | 6,43 %      |  |  |
|                    | Chōzaburō Mizutani (ja) (sortant)         | Chihō Musan (ja)                   | 5 024     | 4,81 %      |  |  |
|                    | Suejirō Yoshikawa (ja)                    | Parti social-démocrate (ja)        | 2 632     | 2,52 %      |  |  |
|                    | Shinzō Tazaki (ja) (sortant)              | Indépendant                        | 2 596     | 2,49 %      |  |  |
|                    | Kiku Matsuo                               | Kakushintō (en)                    | 2 104     | 2,02 %      |  |  |

| Suffrages exprimés | Suffrages exprimés                     | Suffrages exprimés                 | 96 798    |             |  |  |
|                    |                                        |                                    |           |             |  |  |
|                    | Candidat                               | Parti                              | Suffrages | Pourcentage |  |  |
|                    | Naoharu Kataoka (en) (sortant) (réélu) | Parti démocratique constitutionnel | 17 507    | 18,09 %     |  |  |
|                    | Shigeru Morita (sortant) (réélu)       | Parti démocratique constitutionnel | 13 158    | 13,59 %     |  |  |
|                    | Shinzō Tazaki (ja) (sortant) (réélu)   | Kakushintō (en)                    | 9 036     | 9,33 %      |  |  |
|                    | Chōzaburō Mizutani (ja) (élu)          | Parti des ouvriers et des paysans  | 8 781     | 9,07 %      |  |  |
|                    | Kichinosuke Suzuki (ja) (élu)          | Rikken Seiyūkai                    | 8 227     | 8,5 %       |  |  |
|                    | Yonetarō Washino (ja) (sortant)        | Jitsugyō Dōshikai (en)             | 7 754     | 8,01 %      |  |  |
|                    | Kinzaburō Nishimura (ja)               | Parti démocratique constitutionnel | 6 156     | 6,36 %      |  |  |
|                    | San'nojō Nakamura (ja)                 | Parti démocratique constitutionnel | 4 147     | 4,28 %      |  |  |
|                    | Isaburō Masuda                         | Indépendant                        | 3 924     | 4,05 %      |  |  |
|                    | Yūjirō Sugimura (ja)                   | Indépendant                        | 3 564     | 3,68 %      |  |  |
|                    | Tōjirō Takegami (ja)                   | Indépendant                        | 3 369     | 3,48 %      |  |  |
|                    | Kiku Nakagawa                          | Indépendant                        | 2 253     | 2,33 %      |  |  |
|                    | Suejirō Yoshikawa (ja)                 | Parti social-démocrate (ja)        | 2 247     | 2,32 %      |  |  |
|                    | Sekijirō Fukuda (ja)                   | Parti démocratique constitutionnel | 1 712     | 1,77 %      |  |  |
|                    | Shigekazu Matsuo                       | Indépendant                        | 1 340     | 1,38 %      |  |  |
|                    | Masamichi Higurashi                    | Indépendant                        | 1 193     | 1,23 %      |  |  |
|                    | Monkichi Suzuki                        | Indépendant                        | 1 166     | 1,2 %       |  |  |
|                    | Naozaburō Era (ja)                     | Indépendant                        | 1 143     | 1,18 %      |  |  |
|                    | Shūsaku Kojima                         | Indépendant                        | 121       | 0,13 %      |  |  |

| Suffrages exprimés | Suffrages exprimés               | Suffrages exprimés     | 10 729    |             |  |  |
|                    |                                  |                        |           |             |  |  |
|                    | Candidat                         | Parti                  | Suffrages | Pourcentage |  |  |
|                    | Yonetarō Washino (ja) (élu)      | Jitsugyō Dōshikai (en) | 5 255     | 48,98 %     |  |  |
|                    | Shigeru Morita (sortant) (réélu) | Parti constitutionnel  | 2 825     | 26,33 %     |  |  |
|                    | Akira Watanabe (ja)              | Kakushin Club (en)     | 1 965     | 18,31 %     |  |  |
|                    | Kiyoshi Shiomi                   | Rikken Seiyūkai        | 684       | 6,38 %      |  |  |

| Suffrages exprimés | Suffrages exprimés               | Suffrages exprimés    | 8 223     |             |  |  |
|                    |                                  |                       |           |             |  |  |
|                    | Candidat                         | Parti                 | Suffrages | Pourcentage |  |  |
|                    | Shigeru Morita (sortant) (réélu) | Parti constitutionnel | 3 152     | 38,33 %     |  |  |
|                    | Tōjirō Takegami (ja) (élu)       | Rikken Seiyūkai       | 2 686     | 32,66 %     |  |  |
|                    | Yonetarō Washino (ja)            | Indépendant           | 2 385     | 29 %        |  |  |

| Suffrages exprimés | Suffrages exprimés                    | Suffrages exprimés    | 9 729     |             |  |  |
|                    |                                       |                       |           |             |  |  |
|                    | Candidat                              | Parti                 | Suffrages | Pourcentage |  |  |
|                    | Akira Watanabe (ja) (sortant) (réélu) | Rikken Kokumintō      | 2 483     | 25,52 %     |  |  |
|                    | Gōtarō Ogawa (élu)                    | Indépendant           | 1 765     | 18,14 %     |  |  |
|                    | Shigeru Morita (sortant) (réélu)      | Parti constitutionnel | 1 657     | 17,03 %     |  |  |
|                    | Nakayasu Shinzaburō (ja)              | Parti constitutionnel | 1 376     | 14,14 %     |  |  |
|                    | Oku Shigetarō                         | Rikken Seiyūkai       | 1 285     | 13,21 %     |  |  |
|                    | Tōjirō Takegami (ja)                  | Indépendant           | 1 163     | 11,95 %     |  |  |

| Suffrages exprimés | Suffrages exprimés                 | Suffrages exprimés                  | 12 254    |             |  |  |
|                    |                                    |                                     |           |             |  |  |
|                    | Candidat                           | Parti                               | Suffrages | Pourcentage |  |  |
|                    | Katō Kotarō (ja) (élu)             | Rikken Dōshikai                     | 3 343     | 27,28 %     |  |  |
|                    | Shigeru Morita (élu)               | Parti de la société impartiale (en) | 3 032     | 24,74 %     |  |  |
|                    | Akira Watanabe (ja) (élu)          | Rikken Kokumintō                    | 2 813     | 22,96 %     |  |  |
|                    | Yasutarō Okumura (ja)              | Indépendant                         | 1 376     | 11,23 %     |  |  |
|                    | Nakayasu Shinzaburō (ja) (sortant) | Rikken Dōshikai                     | 1 690     | 13,79 %     |  |  |